# 瀬戸記念橋駅
瀬戸記念橋駅（せときねんばしえき）はかつて愛知県瀬戸市末広町にあったジェイアール東海バス（JR東海バス）の自動車駅である。

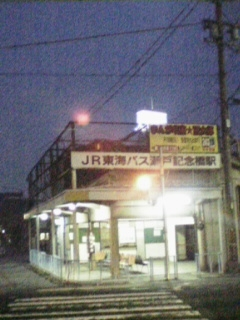
在りし日の瀬戸記念橋駅

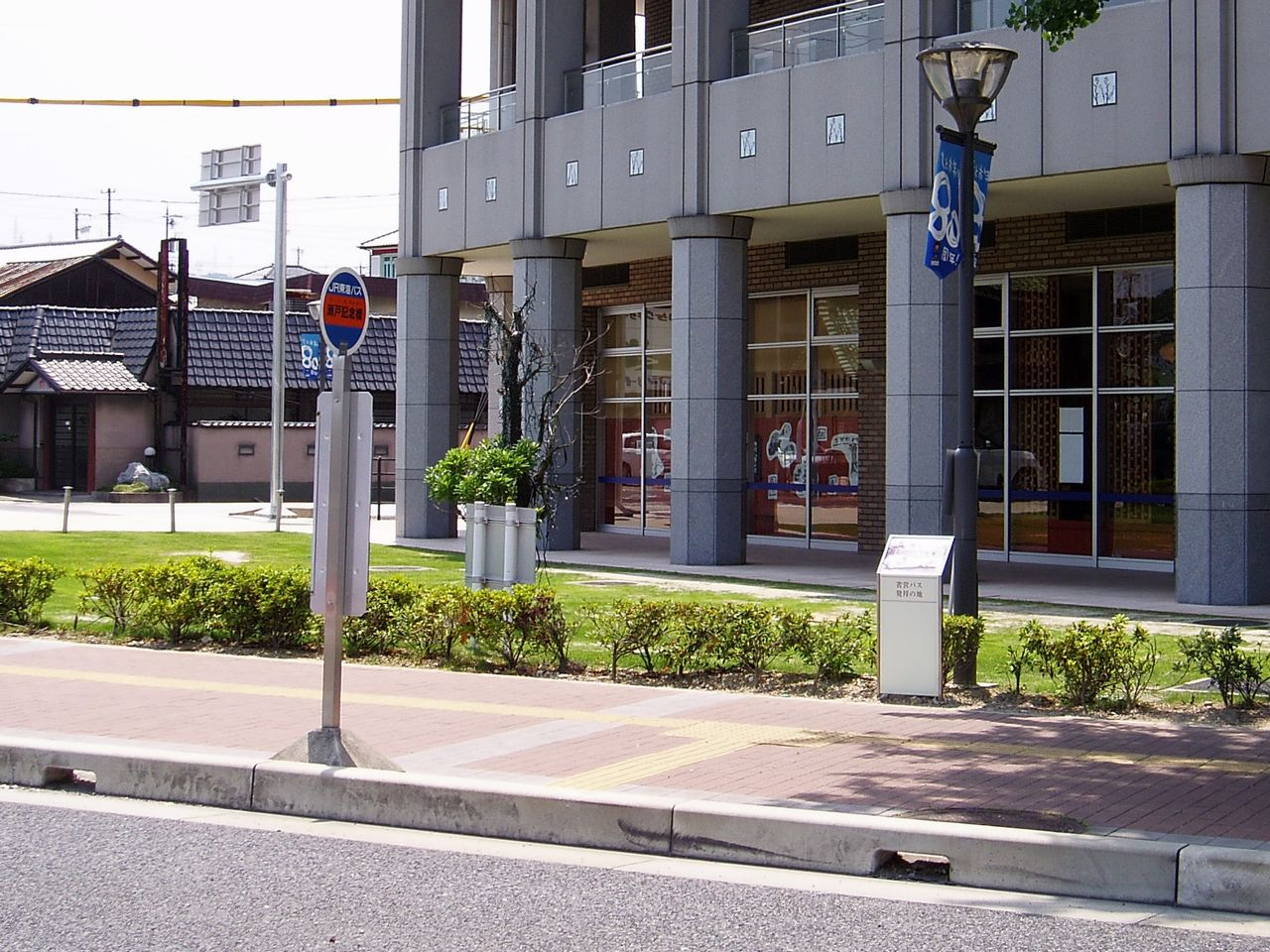
2009年6月現在の瀬戸記念橋バス停留所。傍らの照明灯の下にあるのは「省営バス発祥の地」の碑、奥は観光施設「瀬戸蔵」

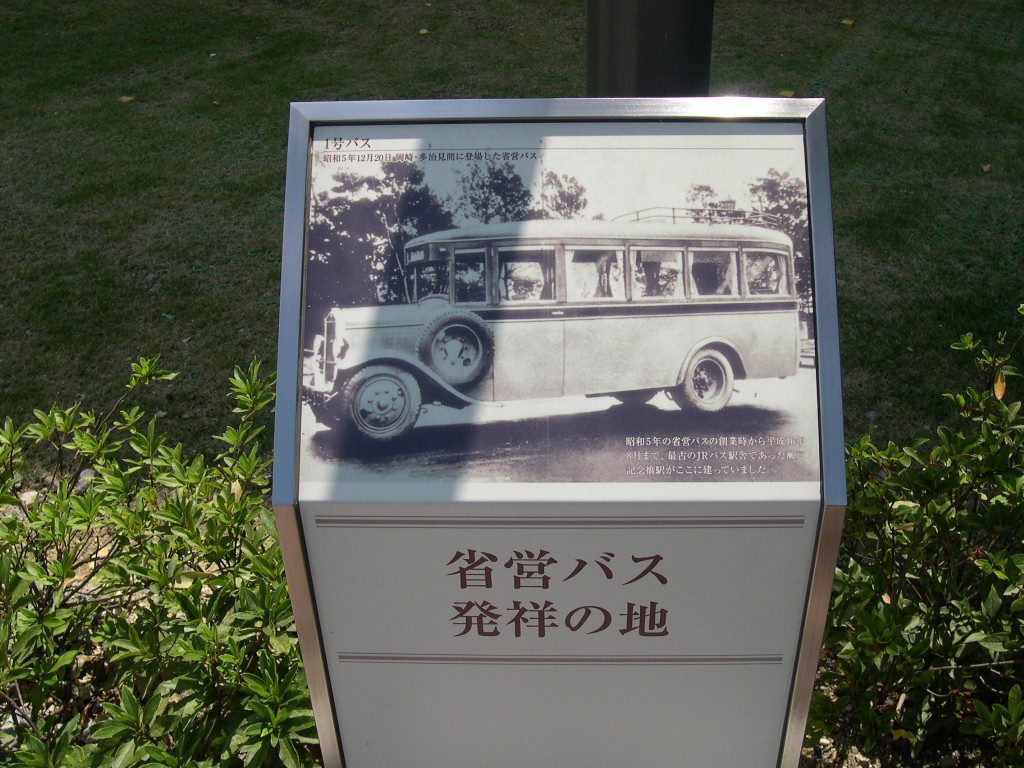
省営バス発祥の地

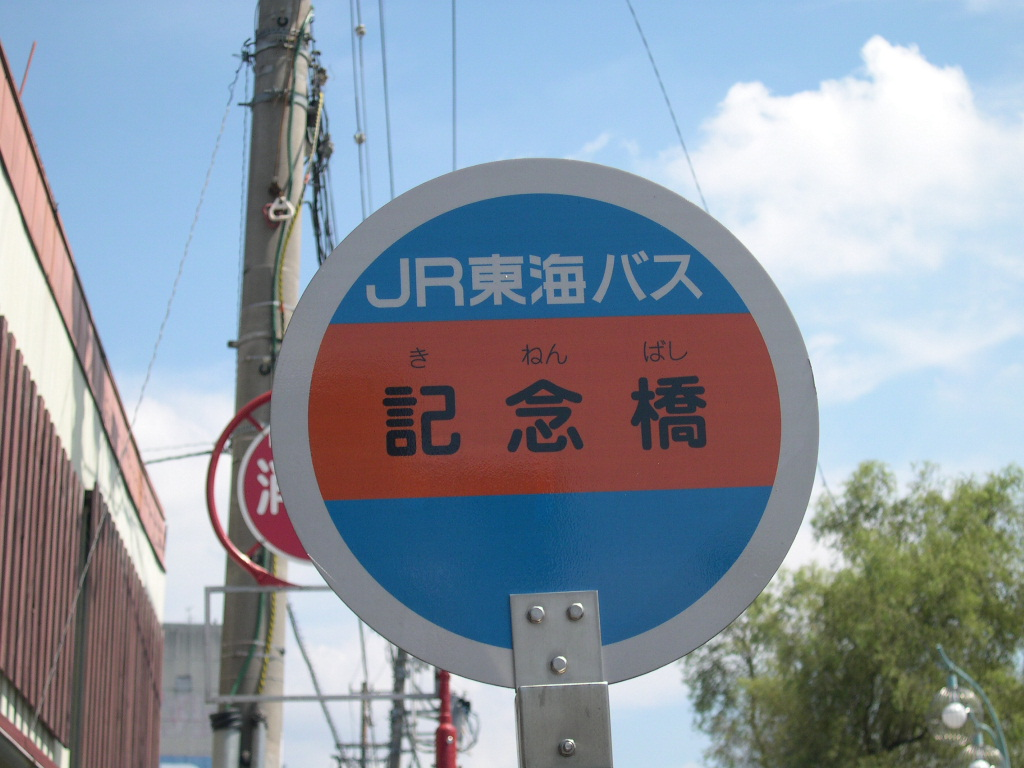
記念橋バス停

## 概要
1930年（昭和5年）、日本初の省営バス路線として開業した岡多線の駅として、設置された。大正天皇の行幸を記念して瀬戸川に架けられた記念橋に隣接して設置されたことから、その名が付けられた。
2005年（平成17年）、周辺の再開発に伴い駅施設が廃止された。

## 沿革
1921年（大正11年）の鉄道敷設法改正により掲げられた「愛知縣岡崎ヨリ挙母ヲ經テ岐阜縣多治見ニ至ル鐡道」の建設予定に対し、鉄道線の先行という使命のもとに、1930年（昭和5年）に鉄道省により省営自動車岡多線の運行が開始された。当初の路線は、岡崎駅 - 多治見駅間及び当駅 - 高蔵寺駅であり、当駅は立地的にみても豊田方面からの道と高蔵寺方面からの道、多治見方面からの道と三方からの交点にあたり、両路線の結節点となっていた。
その後、路線は拡大し、瀬戸南線（挙母、岡崎方面）、瀬戸北線(品野、多治見方面)、瀬戸西線（名古屋方面）が運行された。また、瀬戸市内に国鉄の鉄道駅がないため、みどりの窓口がある当駅は、瀬戸市民が国鉄の特急券や指定券を購入する際に重宝されていた。
国鉄分割民営化に伴い、路線を次第に縮小し、瀬戸西線は2001年（平成13年）のゆとりーとライン開業とともに瀬戸みずの坂までに短縮され、当駅を経由する部分は廃止となり、瀬戸南線は一般路線バスとしては全廃となった。
2005年（平成17年）の愛・地球博開催に合わせ行われた瀬戸市の区画整理事業により、当駅の駅施設は廃止された。これにより、ドリームとよた号の停留所は、瀬戸駅前バスターミナルに移転した。2009年（平成21年）9月30日をもってJR東海バスの路線バスは全廃となったため、当停留所は、JRバスの停留所としては廃止された。また、名鉄瀬戸線 尾張瀬戸駅に隣接する複合施設パルティせと内に移転した旅行センターも同日をもって閉店した。その後、ドリームとよた号は2021年（令和3年）1月31日をもって廃止となったため、瀬戸市内からジェイアール東海バスのバス停が完全に消滅した。
現在、同じ位置に名鉄バスの「記念橋」バス停があり、同所にある「省営バス発祥の地の碑」とともに、その名残を残すのみとなっている。

### 年表
- 1930年（昭和5年）12月20日 - 日本最初の省営自動車岡多線、岡崎駅 - 多治見駅間及び瀬戸記念橋駅 - 高蔵寺駅間の開業により開業[2]。
- 1987年（昭和62年）4月1日 - 国鉄分割民営化により、東海旅客鉄道自動車事業部に移管。
- 1988年（昭和63年）2月24日 - 設立されたジェイアール東海バス株式会社に移管。
- 2004年（平成16年） - 駅施設廃止。
- 2009年（平成21年）9月30日 - JR東海バスの路線バス全廃に伴い、JRバスの停留所としては停留所廃止。

## 利用できた路線
- 瀬戸南線
- 瀬戸北線
- 瀬戸西線

## 構造
駅舎は愛知県道207号線記念橋南詰の西の敷地内に島型に位置し、バスは敷地内を左回りに通行していた。
この区間の県道207号線は瀬戸川を挟んで西行き東行きが分かれており、瀬戸駅前方面から来る東行きのバスは瀬戸記念橋駅西側にあった小さな橋（蔵所橋、現在は撤去されている。）を渡り駅舎南側に停車、東に向かうバスは記念橋を渡り東行き車線に戻り、南に向かうバスはそのまま国道248号線へ右折していた。西行きバスは直進のまま駅舎北側に停車していた。
この構造のため、当駅においてはどの方向へも折り返し運転ができ、当駅始発便の設定もあった為に3台程のバスの留置もできた。なお、県道207号線西行き一般車道は瀬戸記念橋駅をシケイン状に避けていた。